# Helveciagrion simulacrum
Helveciagrion simulacrum är en trollsländeart som först beskrevs av Philip Powell Calvert 1909.  Helveciagrion simulacrum ingår i släktet Helveciagrion och familjen dammflicksländor. IUCN kategoriserar arten globalt som livskraftig. Inga underarter finns listade i Catalogue of Life.